# Acido gorlico
L'acido gorlico  è un acido grasso composto da 18 atomi di carbonio di cui 13 formano una catena lineare con un doppio legame cis in posizione 6=7 e 5 formano un anello ciclopentilenico nel terminale opposto al gruppo carbossilico. 

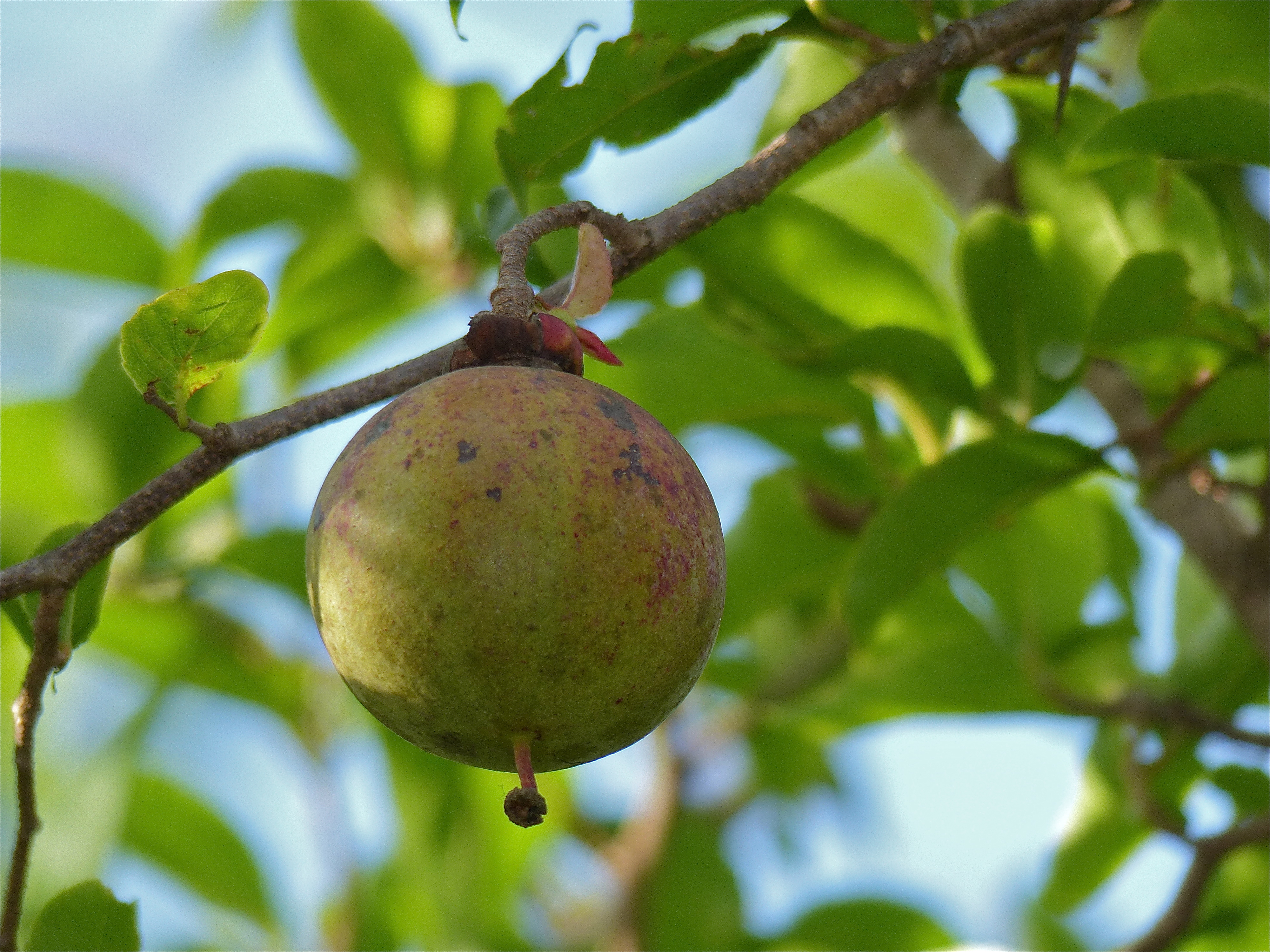
Frutto diOncoba echinata

Nei semi di alcune piante si trova a volte associato all'isomero con doppio legame in posizione 4=5. I 2 isomeri non sono facilmente distinti e vengono entrambi chiamati acido gorlico.
Fu isolato per la prima volta dall'olio di semi di un albero tropicale dell'Africa occidentale Oncoba echinata , chiamato  "gorli" nella lingua locale, dai chimici francesi E. André e D. Jouatte nel 1928.Dal nome comune della pianta deriva il nome comune dell'acido. 
I semi di un gran numero di arbusti e alberi appartenenti alla famiglia delle piante chiamata in passato flacourtiaceae (attualmente acariaceae e salicaceae) contengono lipidi che sono caratterizzati da acidi grassi ciclopentenilici, uno dei quali è l'acido gorlico. Le concentrazioni di acido gorlico nei glucidi degli oli di semi sono: Hydnocarpus kurzii (22,6-25,1%); Caloncoba echinata (23,3%); Taraktogenos merrilliano (19,7%); Hydnocarpus anthelminticus (14%); Hydnocarpus wightiana (10-13,8%); e altri in misura minore.
A temperatura ambiente è un liquido il cui punto di fusione è 6,0 °C e bolle a 232 °C. L'isomero ottico è destrorotatorio ( + 60,7°).